# Schmalblättrige Steppenkerze
Die Schmalblättrige Steppenkerze (Eremurus stenophyllus) ist eine Pflanzenart aus der Gattung Steppenkerzen (Eremurus) in der Unterfamilie der Affodillgewächse (Asphodeloideae).

## Merkmale
Die Schmalblättrige Steppenkerze ist eine ausdauernde, krautige Pflanze, die ein Rhizom ausbildet und Wuchshöhen von 40 bis 100 Zentimeter erreicht. Die Laubblätter sind kantig, kahl oder behaart und (7 bis) 12 Millimeter breit. 
Der traubige Blütenstand ist bis zu 40 Zentimeter lang und dicht. Die Perigonblätter haben einen dunkleren Nerv und sind anfangs leuchtend gelb gefärbt, später verfärben sie sich orange oder bräunlich. Die orangefarbenen Staubblätter ragen deutlich aus der Blütenhülle heraus. 
Die Blütezeit reicht von Mai bis Juni.
Die Chromosomenzahl beträgt 2n = 14.

## Vorkommen
Das Verbreitungsgebiet umfasst Nord-Iran, Afghanistan, West-Pakistan, Turkmenien und Tadschikistan. Hier kommt die Schmalblättrige Steppenkerze in der Strauch- und Krautsteppe sowie -halbwüste auf Stein- und Lösshängen vor.

## Systematik
Es sind drei Unterarten von Eremurus stenophyllus beschrieben:
- Eremurus stenophyllus subsp. stenophyllus: Blätter, Deckblätter und Stängel sind kahl. Der Blütenstand weist eine Länge von 40 Zentimeter auf. Die Früchte weisen einen Durchmesser von 6 bis 8 Millimeter auf. Diese Unterart kommt im Ost-Iran in Höhenlagen von 1100 bis 2450 Meter vor.

- Eremurus stenophyllus subsp. aurantiacus (Baker) Wendelbo: Der Stängel ist am Grund behaart. Die Deckblätter sind kahl. Die Früchte weisen einen Durchmesser von 6 bis 8 Millimeter auf. Diese Unterart kommt in Nord- und Zentral-Afghanistan, Pamir-Alai und Pakistan im West-Himalaya in Höhenlagen von 1200 bis 3750 Meter vor.

- Eremurus stenophyllus subsp. ambigens (Vved.) Wendelbo: Der Stängelgrund und die Deckblätter sind stark behaart. Die Früchte weisen einen Durchmesser von 8 bis 10 Millimeter auf. Diese Unterart kommt in Nord-Afghanistan und Pamir-Alai in Höhenlagen von (350) 600 bis 1080 Meter vor.

## Nutzung
Die Schmalblättrige Steppenkerze wird zerstreut als Zierpflanze und Schnittblume genutzt. Sie ist seit spätestens 1875 in Kultur.